# سانتیاگو دو کاکم
شهر سانتیاگو دو کاکم (به پرتغالی: Santiago do Cacém) در سانتیاگو دو کاکم در کشور پرتغال واقع شده‌است. جمعیت این شهر ۷٬۷۵۳ نفر است. در تاریخ ۱۶ اوت ۱۹۹۱ به عنوان شهر شناخته شد.

## نگارخانه

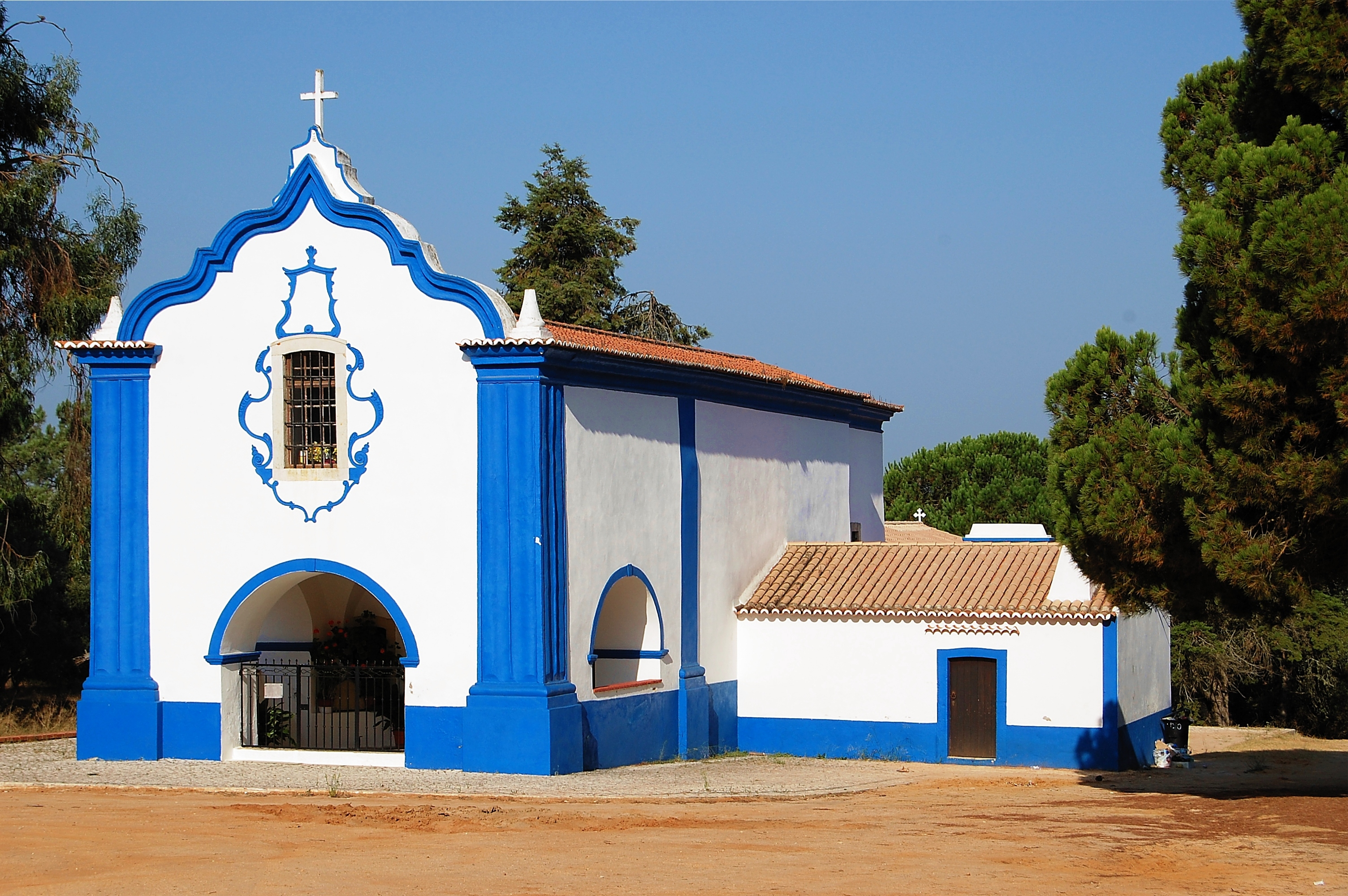
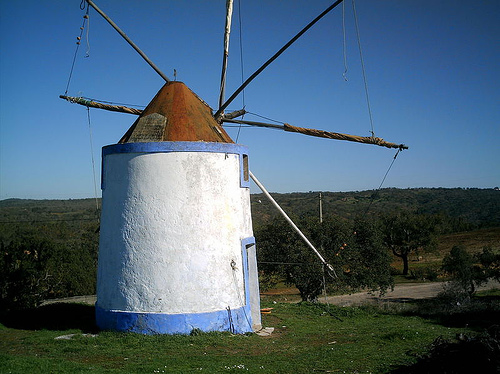
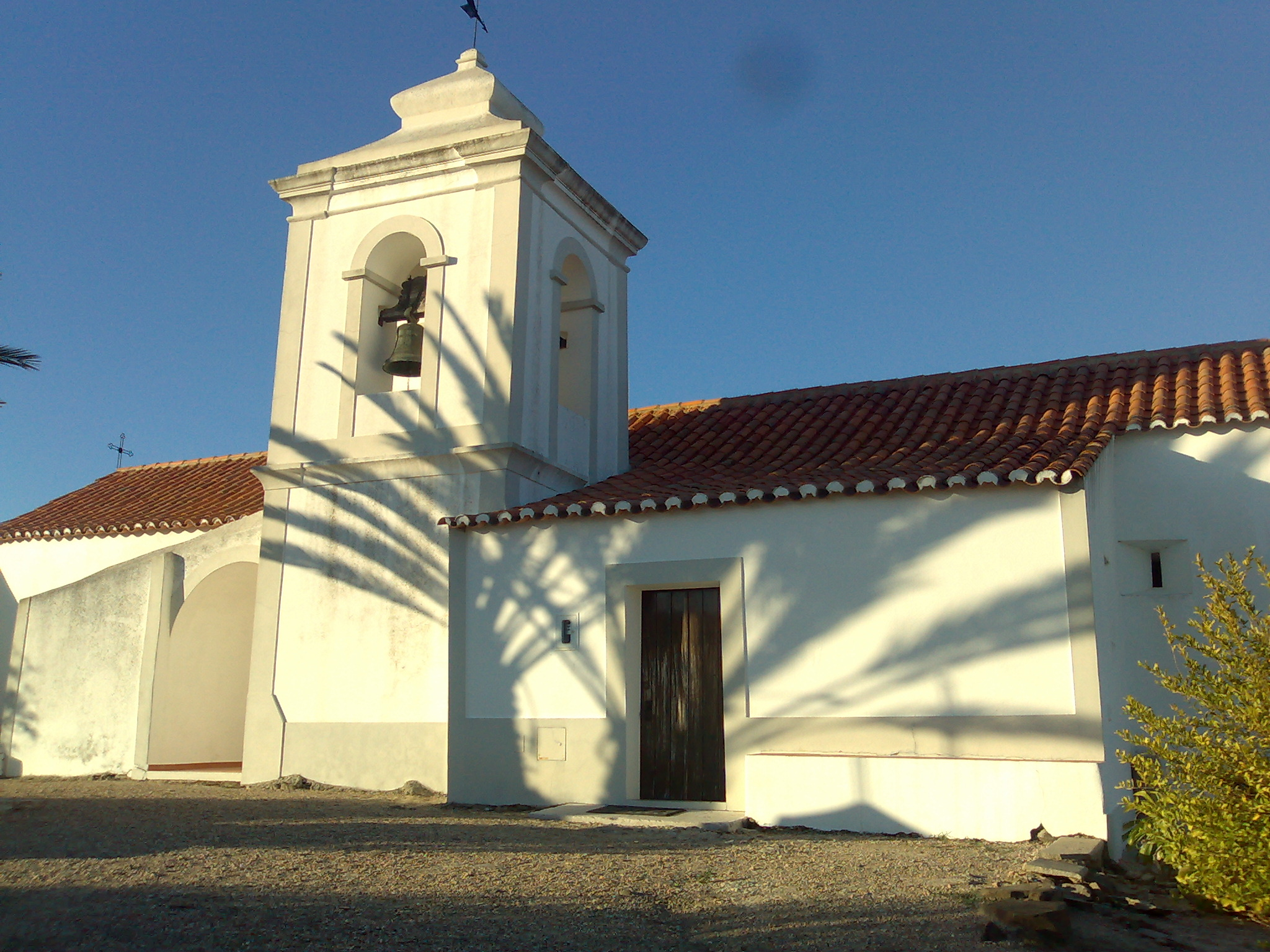
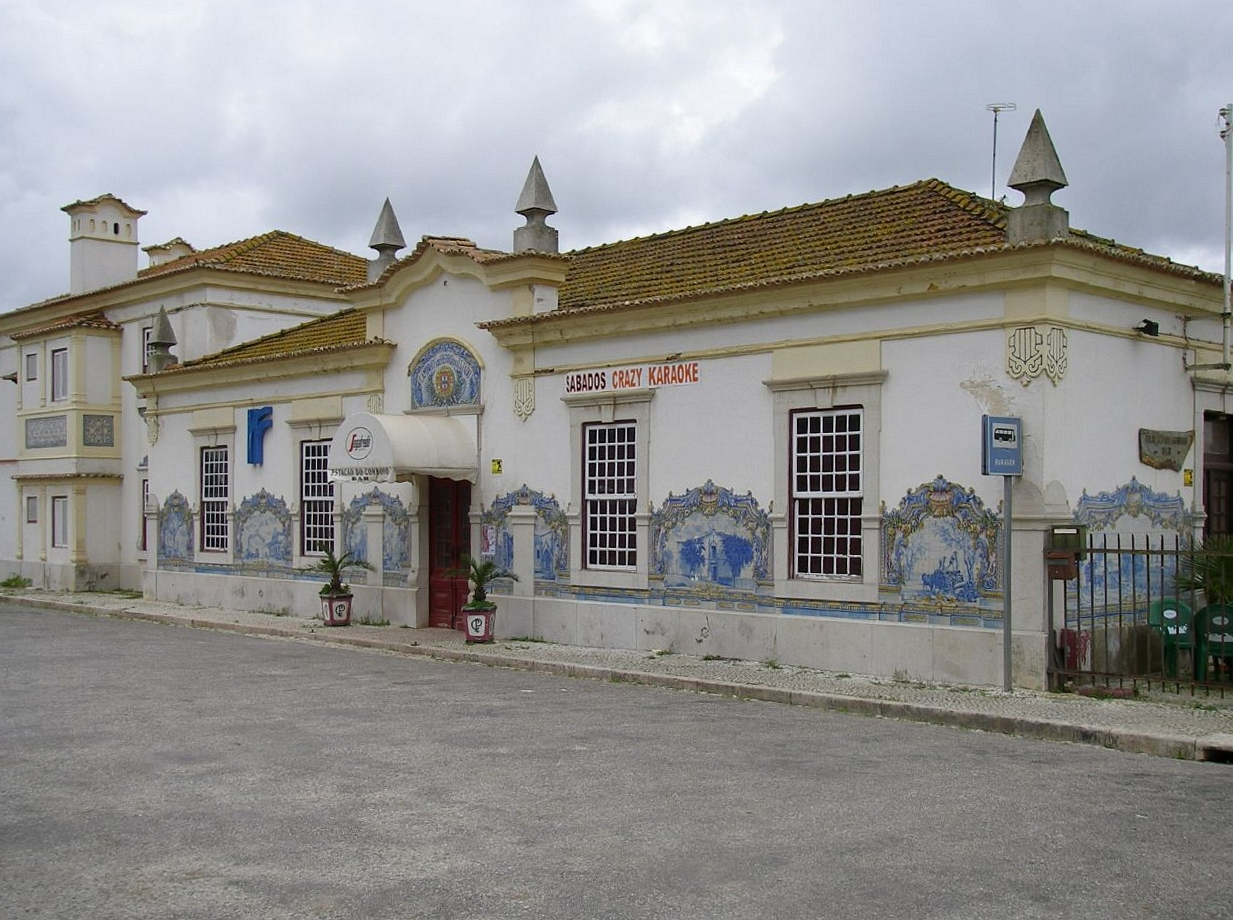
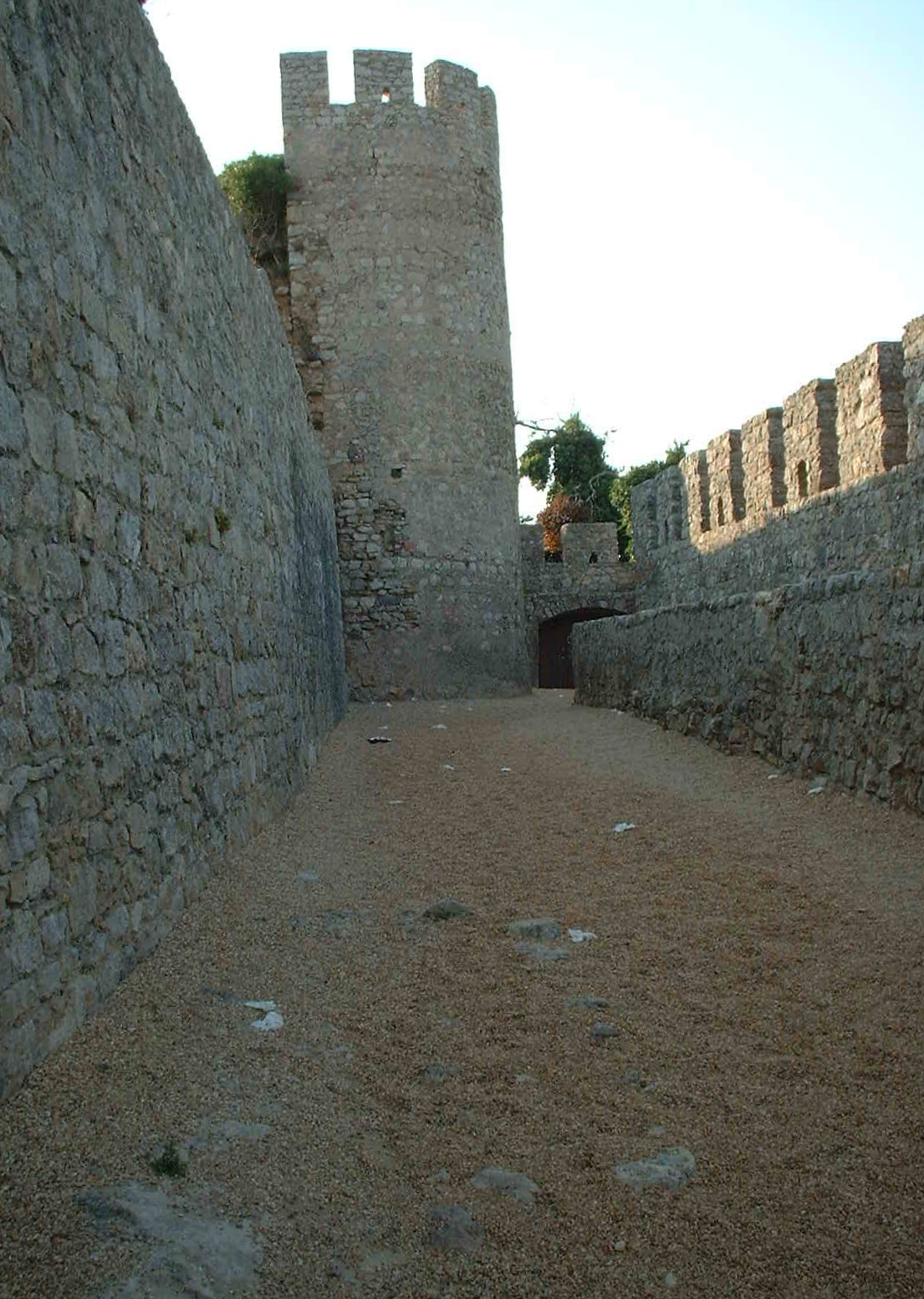
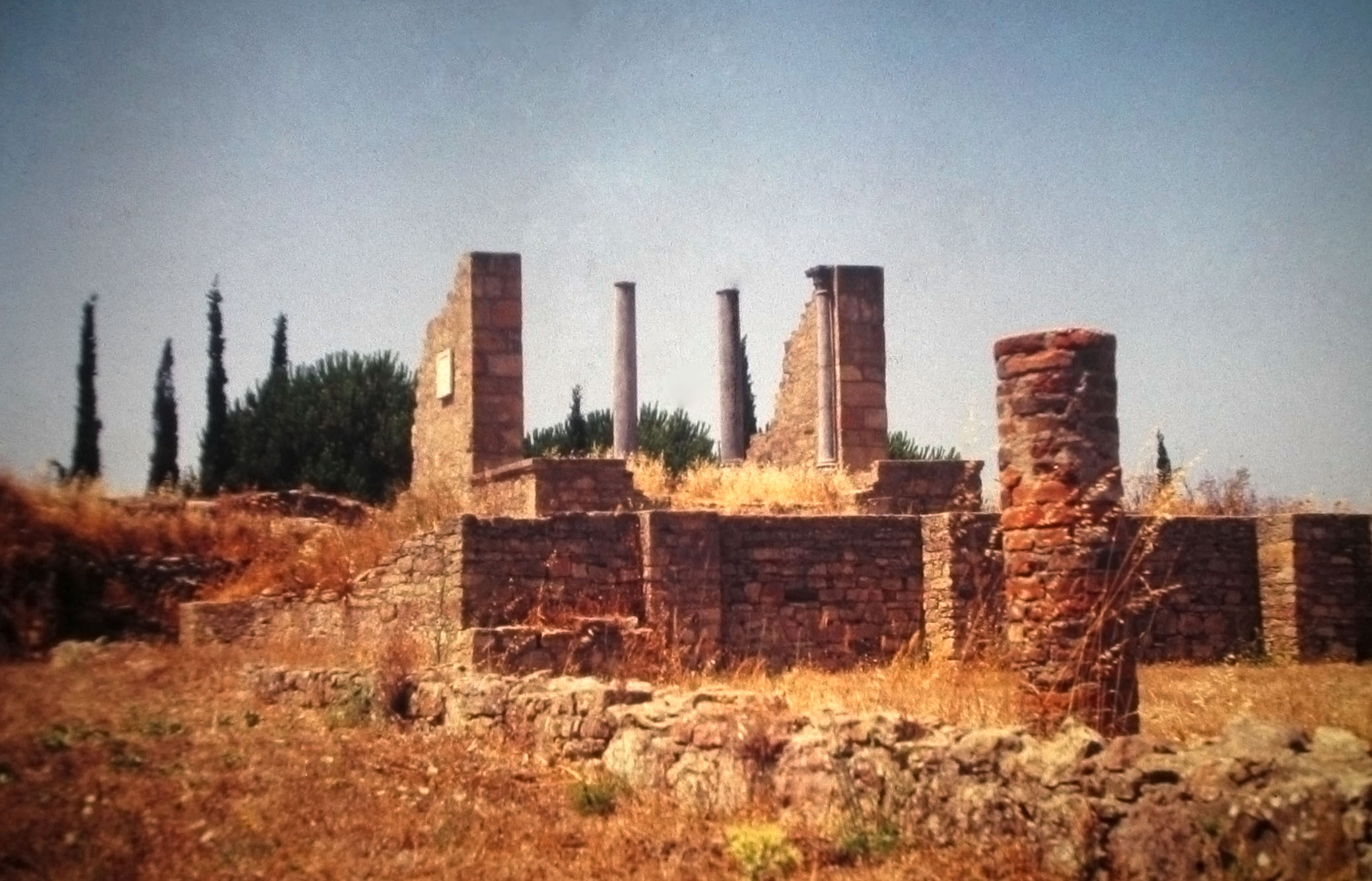
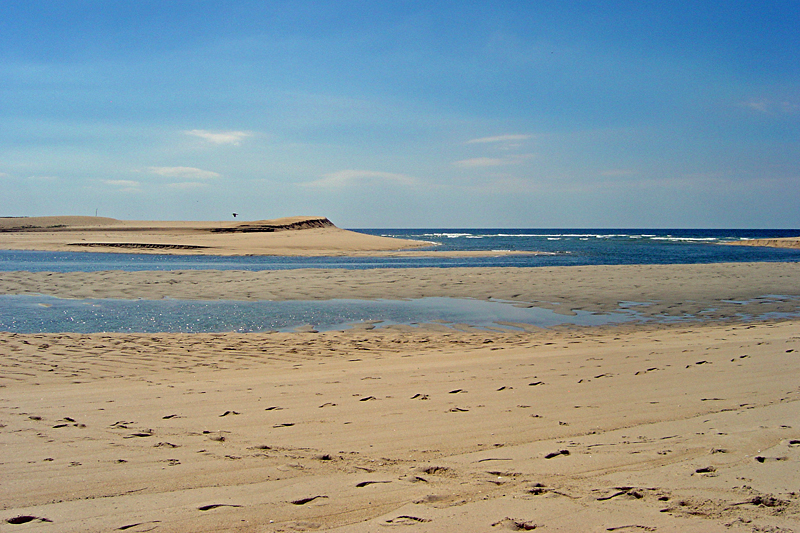